# Гемерселеш
Гемерселеш (мађ. Gömörszőlős) је историјски град у северној Мађарској, у жупанији Боршод-Абауј-Земплен (Borsod-Abaúj-Zemplén).

## Локација
Налази се у брдима Путноки, у области прошараној долинама, у долини потока Келемери, 15 километара од Агтелека, 45 километара северозападно од Мишколца путем, поред словачке границе. То је прилично изолована област, до ње се може доћи само путем 26 101 из правца Келемера, са пута 2601.
Његово старо име Пособа је словенско лично име. Писали су и: Позоба, Позуба и Пузаба. Постао је Гемерселеш од 1906. године, што се односи на старо, велико виноградско имање.

## Историја
Први пут се помиње у потврди као Пособа 1232. године, а затим 1251. године. Пособа заједно са Келемером помиње и једна потврда краља Жигмунда из 1397. године. Године 1424. био је у власништву породице Добри. Године 1566. Турци су спалили село. Према националном попису из 1715. године, порески обвезници су били Стефанус Варга, Грегориус Ковач, Андреас Фазекаш, Стефанус Бабуш, Михаљ Сабо, Андреас Бабуш, Петруш Варга, Андреас Насараи, Грегориус Сабо и Стефанус Фазекаш а према националном попису из 1720. године то су били Стефан, Фазекаш, Михаљ Сабо, Андреас Бабош, Петруш Варга, Грегоријус Ковач, Стефанус Бабош и Мартинус Ковач. Такође област је често био погођена елементарним непогодама, 1879. однело га је велико невреме, али је место убрзо било поново изграђено. Насеље је добило име Гемерселеш 1906. године, а пре тога се звало Пособа.
Тријанонски мировни споразум је имало велики утицај на ову област, пошто је западна ивица села постала национална граница, а области иза тога пренете су у бившу Чехословачку, укључујући већину шума у селу. Од тада је село припадало округу Боршод и округу Путнок, касније округу Озд. Постало је самостално село од 1991. године. Данас је Гемерселеш једино насеље у Мађарској које још увек чува назив историјских округа Гемер и Киш-Хонт.

## Становништво
Према подацима пописа из 2001. године, насеље је имало само мађарско становништво.
Током пописа из 2011. 90,8% становника рекло је да су Мађари (9,2% није одговорило). Верска дистрибуција је била следећа: римокатолици 6,6%, реформисани 77,6%, неденоминациони 5,3% (10,5% није одговорило).